# Brie, Charente

Brie este o comună în departamentul Charente, Franța. În 1 ianuarie 2022 avea o populație de 4.157 de locuitori.